# Ekspeditionen
Ekspeditionen er en dansk dokumentarfilm fra 1988, der er instrueret af Per Kirkeby. En del sekvenser er optaget i Pearyland parallelt med optagelserne til Geologi - er det egentlig videnskab?. Filmen har formentlig ikke været i distribution.

## Handling
En lysbilledagtig serie om Danmark-ekspeditionens medlemmers forsvinden i landskabet, hvor filmforløbet repræsenterer tiden.